# 13001 Вудні
13001 Вудні (13001 Woodney) — астероїд головного поясу, відкритий 2 листопада 1981 року.
Тіссеранів параметр щодо Юпітера — 3,554.